# 瞻園・太平天国歴史博物館
瞻園・太平天国歴史博物館（せんえん・たいへいてんごくれきしはくぶつかん）は、中華人民共和国南京市秦淮区に位置する歴史博物館、江南四大庭園の一つ。
夫子廟から歩いて行くこともできる。南京の2つの古典園林のひとつで、もうひとつは天王府（旧総統府）の煦園である。600年以上の歴史がある江南名園。
元は朱元璋が皇帝に即位する前の呉王府、明朝初めに明建国の第一の功臣中山王徐達の府邸である。清朝になって乾隆帝が南巡の際に立ち寄り「瞻望玉堂」と記し、「瞻園」に改名される。太平天国の時代は東王楊秀清の王府である。
現在は瞻園内に中国唯一の太平天国専門の太平天国歴史博物館がある。

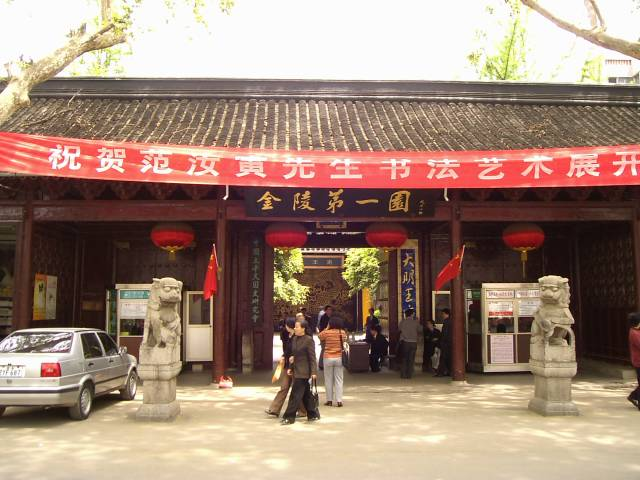
入口
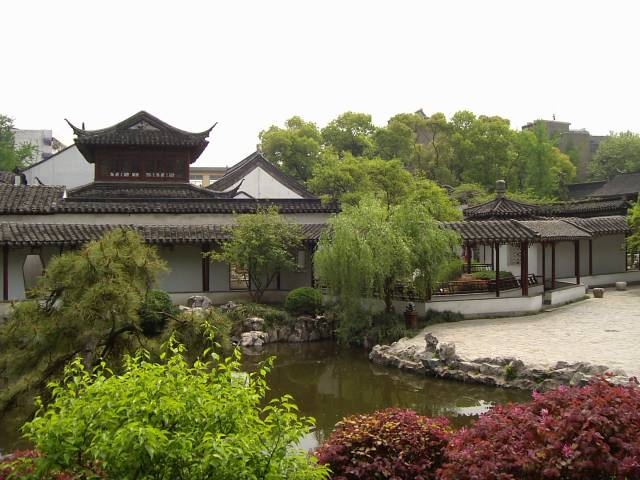
庭園

## 入館料・開館時間
- 入館料 - 10元（2004年現在）
- 開館時間 - 8:00～16:30（2004年現在）